# MSD-80
MSD-80 (Modułowy System Dyspozytorski) – system monitorowania typu SCADA, przeznaczony do zastosowania w kopalniach węgla kamiennego. Został opracowany na przełomie lat 70. i 80. XX wieku, w Zakładzie Systemów Sterowania (BS-3) Ośrodka Badawczo-Rozwojowego Systemów Mechanizacji, Elektrotechniki i Automatyki Górniczej SMEAG w Katowicach.
Koncepcja systemu MSD-80 zakładała wyodrębnienie z procesu technologicznego kopalni poszczególnych procesów jednostkowych i zastosowanie do monitorowania każdego z nich autonomicznego modułu. Częścią centralną każdego modułu był minikomputer PRS-4, wyposażony w standardowy zestaw urządzeń peryferyjnych oraz oprogramowanie narzędziowe i systemowe. Pozostałe elementy modułu (czujniki, układ transmisji sygnałów, interfejs przemysłowy oraz oprogramowanie użytkowe, ewentualnie także elementy wykonawcze) były dostosowane do realizowanych funkcji.
Prototypowe moduły zastosowano w kopalniach Szombierki (do oceny zagrożeń tąpaniami) i Moszczenica (do kontroli przebiegu produkcji) w roku 1980, Wesoła (do zabezpieczenia przed wybuchem metanu) w roku 1981 oraz SZOMBIERKI (do lokalizacji wstrząsów) w 1983 roku.
Pozytywne rezultaty doświadczalnej eksploatacji spowodowały instalację w polskich kopalniach następnych 78 modułów systemu MSD-80. W połowie lat 80. XX wieku wyeksportowano 21 modułów do Chin i 8 do Rumunii. 

## Przeznaczenie
System dyspozytorski MSD-80 przeznaczony był do monitorowania przebiegu produkcji i stanu bezpieczeństwa kopalni węgla kamiennego, a poszczególne moduły służyły do:
- oceny zagrożeń tąpaniami (SAK),
- oceny zagrożeń wyrzutami skał i gazów (SAK-SG),
- lokalizacji epicentrum wstrząsu i wyznaczania jego energii (SYLOK),
- zabezpieczenia przed wybuchem metanu (CMC1/2),
- wczesnego wykrywania pożarów endo- i egzogenicznych (SWWP),
- kontroli przebiegu produkcji oraz wybranych parametrów bezpieczeństwa (HADES),
- kontroli ruchu załogi (SKRZ).

Do najbardziej rozpowszechnionych modułów należały: SAK, SYLOK, HADES i CMC1/2. 
Wyniki pracy poszczególnych modułów w postaci raportów i wykresów udostępniano personelowi obsługi na ekranach monochromatycznych, alfanumerycznych monitorów oraz w postaci wydruków. HADES służył dyspozytorowi głównemu kopalni, CMC1/2 dyspozytorowi metanowemu, a SAK i SYLOK personelowi działów ds. tąpań. Dyspozytorom służyły również statyczne tablice synoptyczne, na których ujawniano stan procesu produkcyjnego i wartości wybranych parametrów bezpieczeństwa. 

## Historia powstania systemu
Na przełomie lat 60. i 70. XX wieku opracowano w Zakładach Konstrukcyjno-Mechanizacyjnych Przemysłu Węglowego system kompleksowej automatyzacji S, który zainstalowano w Doświadczalnej Zautomatyzowanej Kopalni JAN, w grudniu 1970 roku. System S tworzyły następujące urządzenia: minikomputer, pamięć buforowa spełniającą rolę kanału przemysłowego pozwalającego powiązać obiekt z minikomputerem, transmisja TFF, czujniki, łączność dyspozytorska, łączność alarmowo - rozgłoszeniowa i stół dyspozytorski. 
Zastosowany minikomputer miał szeregową strukturę arytmometru, co wydłużało czas realizacji rozkazów, a programowany był w języku wewnętrznym, co utrudniało wprowadzanie niezbędnych modyfikacji. Ponieważ kopalnia jest obiektem o złożonej i zmieniającej się w czasie strukturze przestrzennej to nadążanie za jej zmianami było niezwykle uciążliwe. 
System S zastosowano jeszcze w kopalniach Siersza (1973), Szczygłowice i Dębieńsko (1975), ale we wszystkich napotkano te same problemy związane z niewystarczającą niezawodnością i kłopotliwym modyfikowaniem funkcji. Coraz powszechniejsza stawała się w środowisku zaplecza badawczego opinia, że opracowanie niezawodnego systemu jest niemożliwe. 
W tym samym czasie inna grupa pracowników przygotowała, we współpracy z kopalnią Zofiówka system kontroli produkcji (wdrożony tam w 1975 roku) oraz, we współpracy z kopalnią SZOMBIERKI system analizy zagrożeń tąpaniami (wdrożony tam w 1976 roku). Pracowano również nad wykorzystaniem minikomputera do zabezpieczenia kopalni przed wybuchem metanu, co zakończyło się zastosowaniem w kopalni WESOŁA cyfrowej centrali metanometrycznej CMC1. 
Cechą charakterystyczną wszystkich trzech aplikacji było wykorzystanie minikomputera SMC-3, ścisła współpraca z potencjalnym użytkownikiem oraz ograniczenie zakresu realizowanych funkcji do jednego procesu. Okazało się, że dekompozycja procesu technologicznego kopalni na poszczególne procesy jednostkowe i zastosowanie do każdego z nich oddzielnego systemu bazującego na niezawodnym minikomputerze pozwala na efektywne zastosowanie systemów informatycznych w kopalniach. 
W 1978 roku w Zakładzie Systemów Sterowania (BS-3) Ośrodka Badawczo-Rozwojowego Systemów Mechanizacji, Elektrotechniki i Automatyki Górniczej SMEAG przystąpiono do prac, w wyniku których powstał modułowy system dyspozytorski MSD-80. 